# Don Heitler
Donald ('Don', ''Donnie') Heitler (Pekin (Illinois), 28 augustus 1936 – Urbana (Illinois), 25 maart 2018) was een Amerikaanse jazzpianist en organist.

## Biografie
Heitler speelde in de vroege jaren 70 in Los Angeles als organist bij Urbie Green (Green Power, 1971) en in de groep van George Shearing (plaatopnames in 1972/73). In 1973 speelde hij in de New Yorkse jazzclub Muggs. In de jaren erna was hij actief in de muziek-scene van Champaign-Urbana (Illinois) en trad hij als solist op in restaurants. Hij speelde met de groep Medicare 7, 8 or 9 alsook met Rudy James en diens dixielandgroep. Als arrangeur werkte hij met Tim Green & Trio Cambia (Change of Seasons, 2008). In de jazz speelde hij tussen 1972 en 2013 mee op negen opnamesessies, o.a. met de vibrafonist Kevin Hart.